# 枚岡町
枚岡町（ひらおかちょう）は、大阪府中河内郡にあった町。現在の東大阪市の東部、近鉄奈良線枚岡駅・額田駅の周辺にあたる。本項では町制前の名称である枚岡村（ひらおかむら）についても述べる。

## 地理
- 山岳：生駒山
- 河川：恩智川

## 歴史
- 1889年（明治22年）4月1日 - 町村制施行により、河内郡額田村・豊浦村・出雲井村が合併して枚岡村が発足。大字豊浦に村役場を設置。
- 1896年（明治29年）4月1日 - 郡の統廃合により、所属郡が中河内郡に変更。
- 1939年（昭和14年）7月15日 - 町制を施行して枚岡町となる。
- 1955年（昭和30年）1月11日 - 中河内郡孔舎衙村・石切町・縄手町と合併して枚岡市が発足。同日枚岡町廃止。

## 交通

### 鉄道路線
- 近畿日本鉄道
  - 奈良線
    - 枚岡駅 - 額田駅

### 道路
- 国道170号

## 現在の旧村域
概ね町村制施行前の旧村名を継承した額田町・豊浦町・東豊浦町・出雲井本町・出雲井町および弥生町・宝町・新町・鷹殿町・東山町・南荘町・箱殿町・鳥居町・立花町・山手町・喜里川町・五条町に該当し、東大阪市立枚岡中学校の学区にあたる。